# Rada Republiki Zgromadzenia Narodowego Republiki Białorusi
Rada Republiki Zgromadzenia Narodowego Republiki Białorusi (biał. Совет Республики Национального Собрания Республики Беларусь) – izba wyższa bikameralnego parlamentu Republiki Białorusi, Zgromadzenia Narodowego Republiki Białorusi. W skład Rady wchodzi 64 członków, którzy są reprezentowani z różnych części administracyjnych Republiki Białorusi.

## Moc ustawodawcza Rady Republiki
Rada Republiki Zgromadzenia Narodowego Republiki Białorusi ma specjalną władzę, dzięki czemu posiada specjalne uprawnienia, które pozwalają jej:
- zgodzić się na nominację przewodniczącego Sądu Konstytucyjnego
- zgodzić się na nominację przewodniczącego i sędziów Sądu Najwyższego
- zgodzić się na nominację przewodniczącego i sędziów Sądu Gospodarczego
- zgodzić się na nominację Prokuratora Generalnego
- zgodzić się na nominację przewodniczącego i członków Banku Narodowego
- wybrać i wprowadzić 6 członków do Sądu Konstytucyjnego
- przeprowadzić debatę na temat dekretów Prezydenta Republiki Białorusi w sprawie ogłoszenia stanu alarmowego lub przeprowadzeniu powszechnej lub częściowej mobilizacji. W razie takiego dekretu Rada ma 3 dni na jego rozpatrzenie.

## Wybory do RR ZN Republiki Białorusi
Procedury wyboru do rady są następujące: 8 członków wybiera prezydent, następnych 8 członków jest wybieranych z każdego okręgu wyborczego Białorusi. Osobno wybierani są członkowie z okręgu miasta Mińsk. Uprawnieni do kandydowania do Rady Republiki są wszyscy obywatele Białorusi, którzy ukończyli 30 lat i zamieszkiwali dany okręg administracyjny lub miasto Mińsk przez 5 lat.

## Immunitet Członków Rady
Członkowie Rady Republiki cieszą się immunitetem, który mogą stracić jedynie w trakcie głosowaniu w radzie. Milicja może aresztować członka Rady  Republiki jedynie po wcześniejszej konsultacji z radą lub w razie zatrzymania członka rady na miejscu przestępstwa. W razie ewentualnego aresztowania członka Rady przez Milicję sprawa trafia do Sądu Najwyższego, który rozpatrzy możliwość ukarania karą pozbawienia wolności danego członka Rady Republiki.